# Rue Joseph Delbœuf
La rue Joseph Delbœuf est une artère liégeoise qui va de la rue des Vennes au boulevard de Froidmont, dans le quartier des Vennes.

## Historique
La rue a été créée au début du XXe siècle lors des importants travaux d'aménagement de la rive droite de la Meuse, pour l'organisation de l'exposition universelle de 1905.

## Odonymie
La rue rend hommage à Joseph Delbœuf (1831-1896), mathématicien, philosophe et psychologue belge.

## Description
La rue plate, pavée et rectiligne d'une longueur d'environ 105 m possède une trentaine immeubles d'habitation assez homogènes par leurs proportions ainsi que par leur période de construction entre le début du XXe siècle et les années 1930. La rue pratique une circulation automobile à sens unique dans le sens Vennes-Froidmont.

## Voies adjacentes
- Rue des Vennes
- Boulevard de Froidmont

## Architecture et urbanisme
Parmi les immeubles de la rue, on trouve quelques façades reprenant des éléments de style Art nouveau comme au no 8 (céramique) et surtout au no 15 (forme des baies, polychromie de la façade, céramique).
L'immeuble situé à l'angle avec la rue des Vennes (no 151) est une maison de maître en brique de style néo-classique datant de la fin du XIXe siècle. L'entrée donnant sur la rue Joseph Delbœuf se fait par une grille permettant l'accès à un jardinet planté d'un imposant marronnier. La porte d'entrée de la maison est accessible par un perron et est encadrée par deux piliers soutenant un balcon à garde-corps en fonte.